# Борок (зупинний пункт)
Боро́к (біл. Баро́к) — пасажирський залізничний зупинний пункт Гомельського відділення Білоруської залізниці на неелектрифікованій лінії Бахмач — Гомель між зупинними пунктами Іваки (1,8 км) та Носовичі (3,1 км). 
Розташований за 2,2 км на північний захід від села Іваки Добруського району Гомельської області.

## Історія
Колишня назва зупинного пункту — Іваки, за назвою однойменного села.

## Пасажирське сполучення
На зупинному пункті Борок зупиняються поїзди регіональних ліній економ-класу сполученням: 
- Гомель — Круговець
- Гомель — Куток
- Гомель — Терехівка.